# Yehuda Lancry

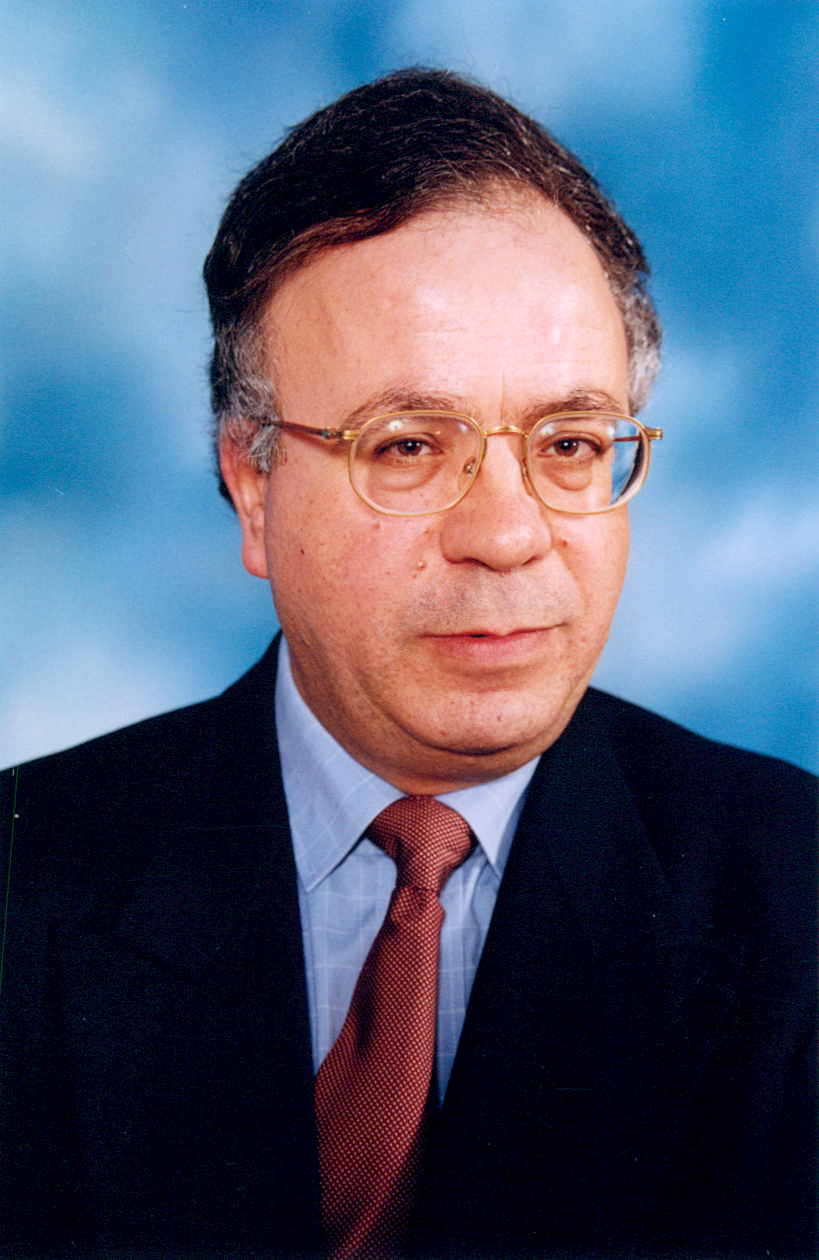
Yehuda Lancry

Yehuda Lancry (hebräisch יהודה לנקרי‎, * 25. September 1947 in Boujad, Marokko) ist ein israelischer Politiker und Diplomat. 
Lancry wuchs in Boujad und Casablanca auf. 1965 emigrierte mit seiner Familie nach Israel, wo sie sich in Naharija niederließen. Von 1966 bis 1970 diente er in der Israel Defense Forces und war Flugzeugmechaniker in den israelischen Luftstreitkräften. Er studierte an der Universität Nizza Sophia-Antipolis französische Literatur. Dort erhielt er 1980 seinen Master sowie 1986 seinen PhD. Von 1988 bis 1992 war Lancry als Gastlecturer für französische Literatur an der Universität Haifa tätig.
Seine politische Karriere begann Lancry als Bürgermeister von Schelomi von 1983 bis 1992. Von 1991 bis 1992 fungierte er als Vorsitzender der Second Israeli Broadcasting Authority. Im Jahr 1992 wurde er zum israelischen Botschafter in Frankreich ernannt. Dieses Amt bekleidete er bis 1995. Im Jahr 1996 erfolgte seine Wahl für Likud in die Knesset. Dort war er unter anderem Stellvertretender Parlamentssprecher und Vorsitzender des Ethik-Komitees. Bei den Wahlen 1999 konnte er sein Mandat nicht verteidigen. Stattdessen wurde er neuer israelischer UN-Botschafter, was er bis 2002 blieb.
Yehuda Lancry ist verheiratet und hat zwei Söhne.